# Heufeld (Bruckmühl)

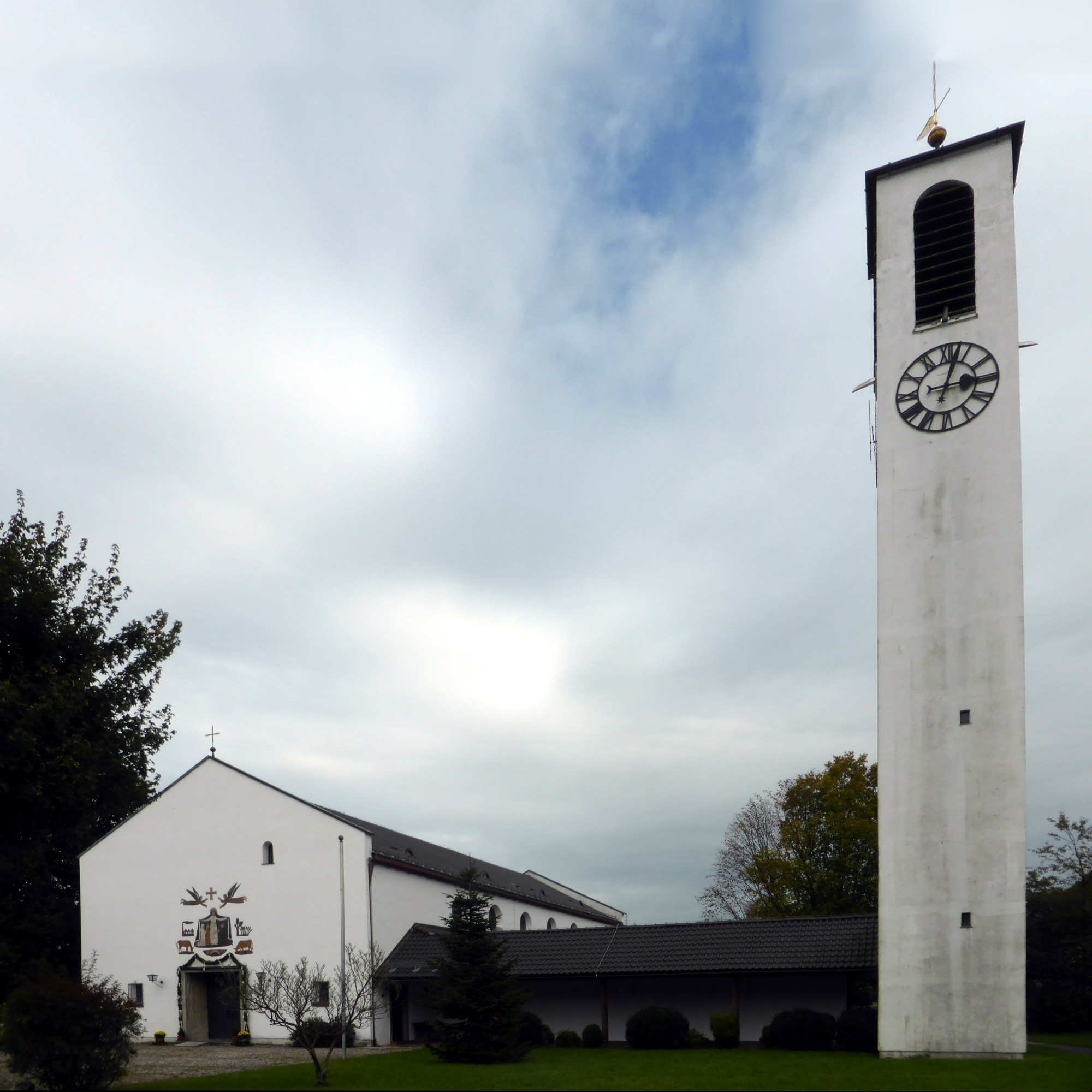
Korbinianskirche

Heufeld ist ein Gemeindeteil des Marktes Bruckmühl im Landkreis Rosenheim in Oberbayern. Der Gemeindeteil ist mit den Jahren komplett mit dem Gemeindeteil Bruckmühl zusammengewachsen und liegt auf einer Höhe von 492 m ü. NN.

## Geschichte
Heufelds Geschichte beginnt im Jahr 1857 mit dem Bau der chemischen Fabrik. Einer der Gründungsväter der späteren Süd-Chemie war Justus von Liebig. Er entwickelte den Superphosphat-Dünger.
Heufeld ist der älteste Industrieort im Mangfalltal. Bereits vor der Fertigstellung der chemischen Fabrik wurden die bekannten 12-Apostel-Häuser für die Belegschaft gebaut. Es handelt sich hierbei um eine der ältesten Werkssiedlungen Bayerns. Schon bald, nachdem der Bau der Fabrik abgeschlossen war, wurde der Bahnhof gebaut. Drei Jahre später, also 1860, wurde die Dorffeuerwehr gegründet, die älteste Dorffeuerwehr Bayerns. Den Mittelpunkt des gesellschaftlichen Lebens bildete der Gasthof Bauer in Heufeld. Dort trafen sich die Vereine, Kinovorführungen und Tanzveranstaltungen waren auf dem Programm.

## Religion
Am 12. Oktober 1953 wurde der Grundstein für die katholische Kirche gelegt, die nach dem Heiligen Korbinian benannt wurde. 11 Monate später, am 12. September 1954, wurde die Kirche durch den Weihbischof Johannes Neuhäusler eingeweiht. Am 23. Januar 1955 erfolgte die Glockenweihe.
Der 1954 eingesetzte Pfarrkurat Sebastian Loidl initiierte neben dem Bau der Pfarrkirche auch den Bau eines Pfarrheims, eines Jugendheims und eines Sportheims. 1979 wurde Pfarrer Loidl zum Ehrenbürger des Marktes Bruckmühl ernannt. Vor 1954 waren die Bürger von Heufeld an die Pfarrei Högling-Weihenlinden gebunden.
Koordinaten: 47° 52′ N, 11° 58′ O